# 高度情報通信ネットワーク社会形成基本法
高度情報通信ネットワーク社会形成基本法（こうどじょうほうつうしんネットワークしゃかいけいせいきほんほう、平成12年12月6日法律第144号）は、高度情報通信ネットワーク社会の形成に関する日本の法律である。
2000年11月に制定、2001年1月に施行された。平成12年12月6日法律第144号。通称は「IT基本法」。デジタル社会形成基本法の施行に伴い廃止された。

## 概要
この法律は、情報通信技術の活用により世界的規模で生じている急激かつ大幅な社会経済構造の変化に適確に対応することの緊要性にかんがみ、高度情報通信ネットワーク社会の形成に関し、基本理念及び施策の策定に係る基本方針を定め、国及び地方公共団体の責務を明らかにし、並びに高度情報通信ネットワーク社会推進戦略本部を設置するとともに、高度情報通信ネットワーク社会の形成に関する重点計画の作成について定めることにより、高度情報通信ネットワーク社会の形成に関する施策を迅速かつ重点的に推進することを目的とする。
この法律において「高度情報通信ネットワーク社会」とは、インターネットその他の高度情報通信ネットワークを通じて自由かつ安全に多様な情報又は知識を世界的規模で入手し、共有し、又は発信することにより、あらゆる分野における創造的かつ活力ある発展が可能となる社会をいう。